# Alcina Lubitch Domecq
Alcina Lubitch Domecq (sinh năm 1953) là một nhà văn truyện ngắn người Do Thái Guatemala. Cô được sinh ra ở Guatemala đến Auschwitz cha người sống sót, và một Iberia mẹ -Guatemalan. Sau khi cha mẹ cô li dị, cô chuyển đến México vào những năm sáu mươi và rời đi vào đầu những năm 1970. Sau khi ở lại Châu Âu, cô ấy đã đưa aliyah đến Israel, nơi cô ấy hiện đang làm việc như một người gác cổng trong bệnh viện Haifa. Các tác phẩm của cô bao gồm Gương của gương: hay, Nụ cười cao quý của chó (1983) và Intoxicada (1984); cô đã có những câu chuyện ngắn, tập trung chủ yếu vào tình trạng của người Do Thái, được xuất bản trong nhiều tuyển tập.